# Isla del Giglio
Isla del Giglio (en italiano, Isola del Giglio) es una comuna italiana situada en la provincia de Grosseto, en Toscana. Tiene una población estimada, en octubre de 2022, de 1337 habitantes.

## Las aldeas

### Giglio Porto
Es el único puerto de la isla, pequeño y pintoresco, con sus casas multicolores y el mar con aguas cristalinas. Construido por primera vez por los romanos, permaneció intacto por unos dieciocho siglos. Fue ensanchado en 1796 y en 1979, después de una tormenta excepcional del mar. A la izquierda del puerto se encuentra la Torre del Saraceno, construida en 1596 por orden de Fernando I de Médici, y, poco más allá, La Caletta del Saraceno, en la cual desde la superficie del agua es muy bien visible el muro de la piscina utilizada para la crianza de las morenas y además los restos de la imponente Villa Romana (siglo I-II d. C.), propiedad de los Domizi Enobarbi, en el pasado incluida en su mayor parte en la aldea.

### Giglio Castello
Centro municipal situado a 400 metros de altitud sobre el nivel del mar, está rodeado de imponentes murallas, de tres torres circulares y de siete rectangulares. Erigido por los Pisano en el siglo XII, ensanchado varias veces y restaurado por los Granduques de Toscana, hasta ahora se encuentra casi intacto en su interior. Sus calles estrechas, a menudo soportadas por arcos, los “balzuoli” (escalinatas externas para llegar a los pisos superiores), la Piazza XVIII Novembre dominada por la Rocca Aldobrandesca, una majestuosa construcción defensiva, hacen de Giglio Castello una excepcional meta turística, muy atractiva. No se olvide de visitar la Iglesia parroquial (que conserva objetos valiosos no solamente sagrados) y las varias bodegas en donde se produce y se conserva el ansonaco, vino típico, ambarino y robusto. En la histórica Piazza della Rocca, finalmente, le señalamos la presencia de la casa del famoso violinista Uto Ughi.

### Giglio Campese
Construido por último, constituye, hoy, el centro turístico más importante de la isla con su playa arenosa y amplia. La bahía encantadora está incluida entre el Faraglione, por un lado, y la imponente Torre medicea, por otro. La Torre, construida entre fines del siglo XVII y principios del XVIII, en el pasado estaba completamente aislada sobre los escollos, mientras que ahora está conectada a tierra firme mediante un pequeño puente. La Torre sirvió como centro defensivo durante la heroica victoria sobre los piratas moros el 18 de noviembre de 1799. Los vientos del sur hacen de la bahía del Campese un lugar ideal para los amantes del surf y la vela; mientras que la orientación hacia el oeste le permite ver ocasos inolvidables.

## Costa Concordia

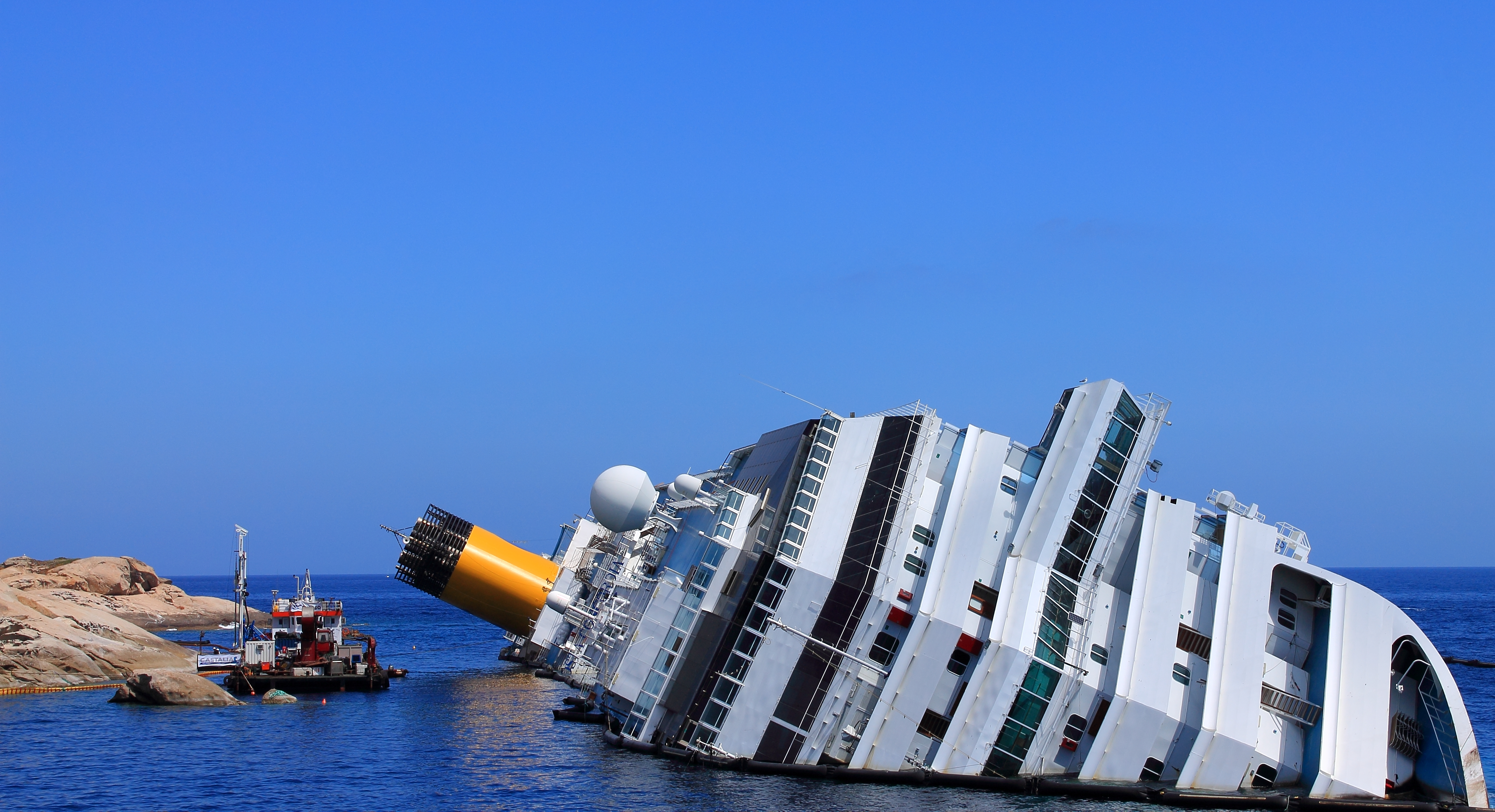
Imagen del Costa Concordia de costado tras su accidente en 2012. Sus restos fueron reflotados en 2015 y llevados a Génova para su desguace.

En la noche del 13 al 14 de enero de 2012 se producía frente a la isla el naufragio del crucero italiano Costa Concordia, con 4229 personas a bordo, causando la muerte de al menos 32 personas.
Este naufragio repercutió demográfica y mediáticamente en la isla: los poco más de 1500 habitantes tuvieron que alojar esa noche a los casi 4200 evacuados, y un gran número de reporteros se presentaron en el Giglio para dar noticia del suceso, convirtiéndola en un foco mundial.
Año y medio después, la nave fue rescatada en septiembre de 2013, en una operación inédita en la historia naval, a un costo de 600 millones de euros, luego de permanecer como un atractivo turístico casi obligatorio, en la propia isla.

## Evolución demográfica
| Gráfica de evolución demográfica de Isla del Giglio entre 1861 y 2022 |
|                                                                       |
| Fuente: ISTAT - Elaboración gráfica de Wikipedia                      |

## COVID-19
En julio de 2020 atrajo la atención global por no haber registrado ningún caso de COVID-19.